# Antoni Skarżyński
Antoni Skarzyński (ur. 26 grudnia 1897 w Obolu, zm. 19 czerwca 1925 w Bydgoszczy) – porucznik kawalerii Wojska Polskiego, kawaler Orderu Virtuti Militari.

## Życiorys
Urodził się 26 grudnia 1897 w majątku Obol, w ówczesnym powiecie połockim guberni witebskiej, w rodzinie Ewarysta i Zofii z Kirklewskich. Był bratem Stanisława (1895–1972), lekarza medycyny, plutonowego rezerwy.
W 1916 ukończył szkołę realną w Smoleńsku i rozpoczął studia w Instytucie Elektrotechnicznym w Petersburgu. W grudniu tego roku został powołany do armii rosyjskiej. Jako uczeń szkoły oficerskiej wziął udział w rewolucji lutowej, a po jej ukończeniu mianowany chorążym i skierowany do 3 pułku grenadierów na froncie w rejonie Baranowicz. Później awansował na podporucznika. W lutym 1918 wstąpił do I Korpusu Polskiego w Rosji i został przydzielony do szwadronu technicznego 1 pułku ułanów.
W czasie wojny z bolszewikami i po jej zakończeniu służył w 10 Pułku Ułanów Litewskich. 3 maja 1922 został zweryfikowany w stopniu porucznika ze starszeństwem od 1 czerwca 1919 i 362. lokatą w korpusie oficerów jazdy (od 1924 – kawalerii). Później został przeniesiony do 20 Pułku Ułanów w Rzeszowie, ale w 1924 wrócił do macierzystego pułku w Białymstoku. 1 listopada 1924 został odkomenderowany do Szkoły Pilotów w Bydgoszczy, w charakterze ucznia. Zginął śmiercią lotnika 19 czerwca 1925 w Bydgoszczy, w czasie lotu szkolnego na samolocie Hanriot.

## Ordery i odznaczenia
- Krzyż Srebrny Orderu Wojskowego Virtuti Militari nr 3508[12][13][14]
- Krzyż Walecznych dwukrotnie[15]